# Rúter

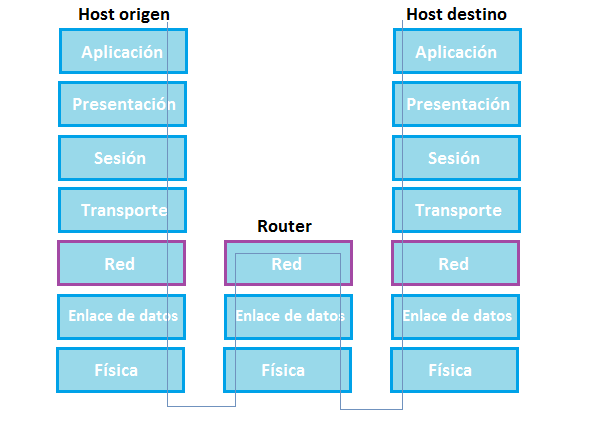
Los encaminadores en el modelo OSI

Un rúter, enrutador  (del inglés router) o encaminador es un dispositivo que permite interconectar redes con distinto prefijo en su dirección IP. Su función es la de establecer la mejor ruta que destinará a cada paquete de datos para llegar a la red y al dispositivo de destino. Es bastante utilizado para conectarse a Internet, ya que conecta la red de nuestro hogar, oficina o cualquier red a la red de nuestro proveedor de este servicio. La mayoría de los rúteres que se utilizan para el hogar y oficinas tienen incorporadas otras funciones adicionales al enrutador, como por ejemplo: punto de acceso inalámbrico, que permite crear y conectarse a una red Wifi; módem, que convierte las señales analógicas a  digitales y viceversa; Conmutador, que conecta varios dispositivos a través de cable, creando una red local.

## Historia
El primer dispositivo o hardware que tenía fundamentalmente la misma funcionalidad que lo que el día de hoy entendemos por encaminador, era el Interface Message Processor o IMP. Los IMP eran los dispositivos que formaban la ARPANET, la primera red de conmutación de paquetes. La idea de un encaminador (llamado por aquel entonces puerta de enlace) vino inicialmente de un grupo internacional de investigadores en redes de computadoras llamado el International Network Working Group (INWG). Creado en 1972 como un grupo informal para considerar las cuestiones técnicas que abarcaban la interconexión de redes diferentes, se convirtió ese mismo año en un subcomité del International Federation for Information Processing.
Esos dispositivos se diferenciaban de los conmutadores de paquetes que existían previamente en dos características. Por una parte, conectaban tipos de redes diferentes, mientras que por otra parte, eran dispositivos sin conexión, que no aseguraban fiabilidad en la entrega de datos, dejando este rol enteramente a los anfitriones. Esta última idea había sido ya planteada en la red CYCLADES.
La idea fue investigada con más detalle, con la intención de crear un sistema prototipo como parte de dos programas. Uno era el promovido por DARPA, programa que creó la arquitectura TCP/IP que se usa actualmente, y el otro era un programa en Xerox PARC para explorar nuevas tecnologías de redes, que produjo el sistema llamado PARC Universal Packet. Debido a la propiedad intelectual que concernía al proyecto, recibió poca atención fuera de Xerox durante muchos años.
Un tiempo después de 1974, Xerox consiguió el primer encaminador funcional, aunque el primer y verdadero enrutador IP fue desarrollado por Virginia Stazisar en BBN, como parte de ese esfuerzo promovido por DARPA, durante 1975-76. A finales de 1976, tres encaminadores basados en PDP-11 entraron en servicio en el prototipo experimental de Internet.
El primer encaminador multiprotocolo fue desarrollado simultáneamente por un grupo de investigadores del MIT y otro de Stanford en 1981. El encaminador de Stanford se le atribuye a William Yeager y el del MIT a Noel Chiappa. Ambos estaban basados en PDP-11.
Como ahora prácticamente todos los trabajos en redes usan IP en la capa de red, los encaminadores multiprotocolo son en gran medida obsoletos, a pesar de que fueron importantes en las primeras etapas del crecimiento de las redes de ordenadores, cuando varios protocolos distintos de TCP/IP eran de uso generalizado. Los encaminadores que manejan IPv4 e IPv6 son multiprotocolo, pero en un sentido mucho menos variable que un encaminador que procesaba AppleTalk, DECnet, IP, y protocolos de XeroX. Desde mediados de los años 1970 y en los años 1980, los miniordenadores de propósito general servían como enrutadores.
Actualmente, los encaminadores de alta velocidad están altamente especializados, ya que se emplea un hardware específico para acelerar las funciones de encaminamiento más específicas, como son el encaminamiento de paquetes y funciones especiales como la encriptación IPsec.

## Funcionamiento
El funcionamiento básico de un enrutador o encaminador, como se deduce de su nombre, consiste en enviar los paquetes de red por el camino o ruta más adecuada en cada momento. Para ello almacena los paquetes recibidos y procesa la información de origen y destino que poseen. Con arreglo a esta información reenvía los paquetes a otro encaminador o bien al anfitrión final, en una actividad que se denomina 'encaminamiento'. Cada encaminador se encarga de decidir el siguiente salto en función de su tabla de reenvío o tabla de encaminamiento, la cual se genera mediante protocolos que deciden cuál es el camino más adecuado o corto, como protocolos basado en el algoritmo de Dijkstra.
Por ser los elementos que forman la capa de red, tienen que encargarse de cumplir las dos tareas principales asignadas a la misma:
- Reenvío de paquetes: cuando un paquete llega al enlace de entrada de un encaminador, este tiene que pasar el paquete al enlace de salida apropiado. Una característica importante de los encaminadores es que no difunden tráfico difusivo.
- Encaminamiento de paquetes: mediante el uso de algoritmos de encaminamiento tiene que ser capaz de determinar la ruta que deben seguir los paquetes a medida que fluyen de un emisor a un receptor.

Por tanto, debemos distinguir entre reenvío y encaminamiento. Reenvío consiste en coger un paquete en la entrada y enviarlo por la salida que indica la tabla, mientras que por encaminamiento se entiende el proceso de hacer esa tabla.

## Arquitectura física

Representación simbólica de un encaminador

En un enrutador se pueden identificar cuatro componentes:
- Puertos de entrada: realiza las funciones de la capa física consistentes en la terminación de un enlace físico de entrada a un encaminador; realiza las funciones de la capa de enlace de datos necesarias para interoperar con las funciones de la capa de enlace de datos en el lado remoto del enlace de entrada; realiza también una función de búsqueda y reenvío de modo que un paquete reenviado dentro del entramado de conmutación del encaminador emerge en el puerto de salida apropiado.
- Entrada de conmutación: conecta los puertos de entrada del enrutador a sus puertos de salida.
- Puertos de salida: almacena los paquetes que le han sido reenviados a través del puerto de conmutación y los transmite al enlace de salida. Realiza entonces la función inversa de la capa física y de la capa de enlace que el puerto de entrada.
- Procesador de encaminamiento: ejecuta los protocolos de ip encaminamiento, mantiene la información de encaminamiento y las tablas de reenvío y realiza funciones de gestión de red dentro del enrutador.

## Tipos de enrutamiento
Tanto los enrutadores como los anfitriones guardan una tabla de enrutamiento. El daemon de enrutamiento de cada sistema actualiza la tabla con todas las rutas conocidas. El núcleo del sistema lee la tabla de enrutamiento antes de reenviar paquetes a la red local. La tabla de enrutamiento enumera las direcciones IP de las redes que conoce el sistema, incluida la red local predeterminada del sistema. La tabla también enumera la dirección IP de un sistema de portal para cada red conocida. El portal es un sistema que puede recibir paquetes de salida y reenviarlos un salto más allá de la red local.

### Enrutamiento estático
El enrutamiento estático es un método de enrutamiento en el cual un administrador de red configura manualmente la tabla de enrutamiento de un enrutador. Esto implica especificar de forma estática las rutas y destinos de red que el enrutador utilizará para reenviar el tráfico a través de la red. En el enrutamiento estático, las rutas se configuran directamente en el enrutador y no cambian a menos que el administrador de red realice cambios manuales en la configuración.

#### Determinación de enrutamiento
La información de enrutamiento que el encaminador aprende desde sus fuentes de enrutamiento se coloca en su propia tabla de enrutamiento. El encaminador se vale de esta tabla para determinar los puertos de salida que debe utilizar para retransmitir un paquete hasta su destino. La tabla de enrutamiento es la fuente principal de información del enrutador acerca de las redes. Si la red de destino está conectada directamente, el enrutador ya sabrá el puerto que debe usar para reenviar los paquetes. Si las redes de destino no están conectadas directamente, el encaminador debe aprender y calcular la ruta más óptima a usar para reenviar paquetes a dichas redes. La tabla de enrutamiento se constituye mediante uno de estos dos métodos o ambos:
- Manualmente, por el administrador de la red.
- A través de procesos dinámicos que se ejecutan en la red.

#### Rutas estáticas
Las rutas estáticas se definen administrativamente y establecen rutas específicas que han de seguir los paquetes para pasar de un puerto de origen hasta un puerto de destino. Se establece un control preciso de enrutamiento según los parámetros del administrador.
Las rutas estáticas por defecto especifican una puerta de enlace de último recurso, a la que el enrutador debe enviar un paquete destinado a una red que no aparece en su tabla de enrutamiento, es decir, se desconoce.
Las rutas estáticas se utilizan habitualmente en enrutamientos desde una red hasta una red de conexión única, ya que no existe más que una ruta de entrada y salida en una red de conexión única, evitando de este modo la sobrecarga de tráfico que genera un protocolo de enrutamiento. La ruta estática se configura para conseguir conectividad con un enlace de datos que no esté directamente conectado al enrutador. Para conectividad de extremo a extremo, es necesario configurar la ruta en ambas direcciones. Las rutas estáticas permiten la construcción manual de la tabla de enrutamiento.

### Enrutamiento dinámico
El enrutamiento dinámico le permite a los encaminadores ajustar, en tiempo real, los caminos utilizados para transmitir paquetes IP. Cada protocolo posee sus propios métodos para definir rutas (camino más corto, utilizar rutas publicadas por pares, etc.).
Algoritmos de enrutamiento dinámico
1. Vector a distancia: Cada enrutador cuenta con una tabla donde se almacena la mejor distancia y la línea de comunicación que se debe utilizar para llegar al origen.
2. Estado - Cliente: Descubre a los vecinos y obtiene las direcciones de red de estas.

### Introducción a RIP
RIP (Protocolo de Información de Enrutamiento) es uno de los protocolos de enrutamiento más antiguos utilizados por dispositivos basados en IP. Su implementación original fue para el protocolo Xerox a principios de los 80. Ganó popularidad cuando se distribuyó con UNIX como protocolo de enrutamiento para esa implementación TCP/IP. RIP es un protocolo de vector de distancia que utiliza la cuenta de saltos de enrutamiento como métrica. La cuenta máxima de saltos de RIP es 15. Cualquier ruta que exceda de los 15 saltos se etiqueta como inalcanzable al establecerse la cuenta de saltos en 16. En RIP la información de enrutamiento se propaga de un enrutador a los otros vecinos por medio de una difusión de IP usando protocolo UDP y el puerto 520.

#### Proceso de configuración de RIP
El protocolo RIP versión uno es un protocolo de enrutamiento con clase que no admite la publicación de la información de la máscara de red. El protocolo RIP versión 2 es un protocolo sin clase que admite CIDR, VLSM, resumen de rutas y seguridad mediante texto simple y autenticación MD5.

## Tipos de rúteres
Los enrutadores pueden proporcionar conectividad dentro de las empresas, entre las empresas e internet, y en el interior de proveedores de servicios de Internet (ISP). Los enrutadores más grandes interconectan los ISP y a esos dispositivos se les suele llamar metroenrutador, y pueden ser utilizados en grandes redes de empresas

### Conectividad en pequeñas oficinas y hogares
Los rúteres se usan en los hogares para conectar a servicios de banda ancha, tales como IP sobre cable, ADSL o fibra óptica. Un enrutador usado en una casa puede permitir la conectividad a una empresa a través de una red privada virtual.
Si bien son funcionalmente similares a los enrutadores, los equipos residenciales usan traducción de direcciones de red en lugar de direccionamiento. Esto se debe a que en lugar de conectar ordenadores locales directamente a la red del proveedor, un rúter residencial debe hacer que los ordenadores locales parezcan ser un solo equipo.

### Encaminador de empresa
En las empresas se pueden encontrar encaminadores de todos los tamaños. Si bien los más poderosos tienden a ser encontrados en ISP, instalaciones académicas y de investigación, pero también en grandes empresas.
El modelo de tres capas es de uso común, no todos de ellos necesitan estar presentes en otras redes más pequeñas.

#### Acceso

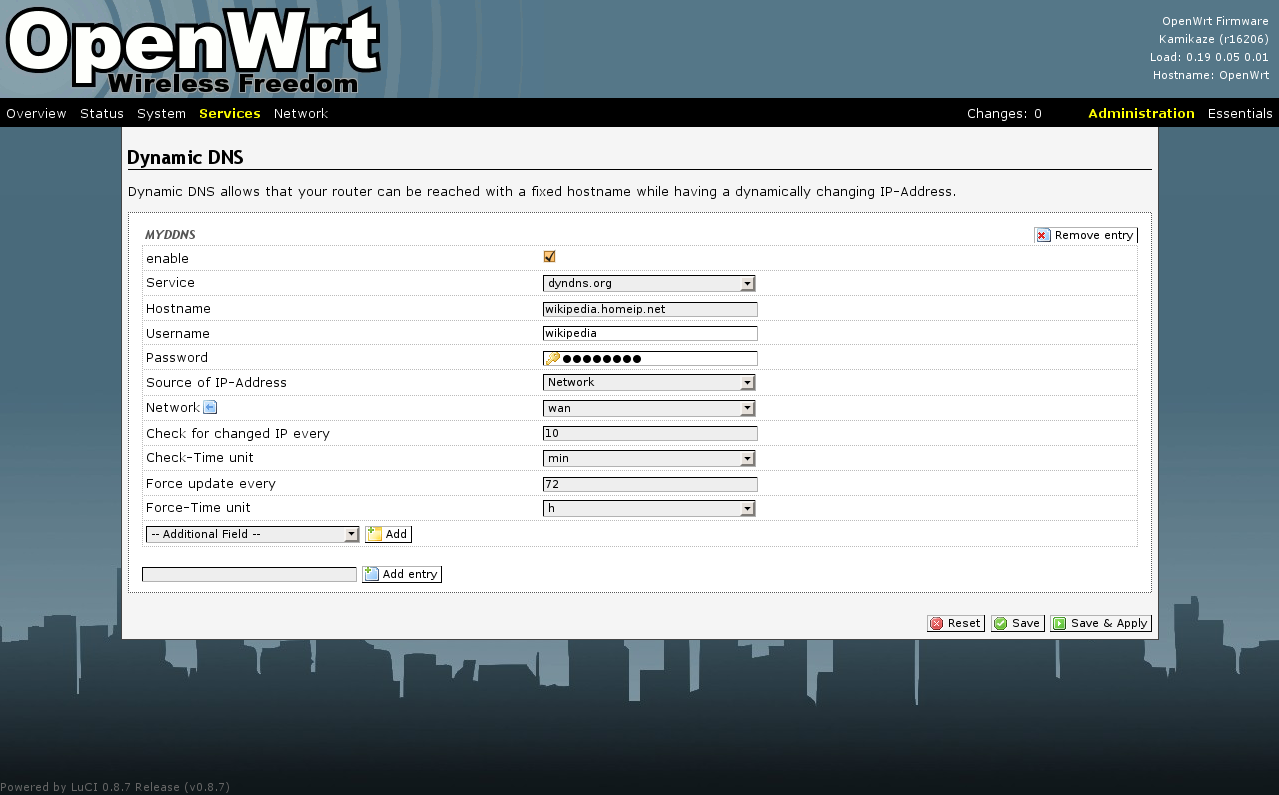
Una captura de pantalla de la interfaz web de LuCI OpenWrt

Los encaminadores de acceso, incluyendo SOHO, se encuentran en sitios de clientes como sucursales que no necesitan de encaminamiento jerárquico de los propios. Normalmente, son optimizados para un bajo costo.

#### Distribución
Los encaminadores de distribución agregan tráfico desde encaminadores de acceso múltiple, ya sea en el mismo lugar, o de la obtención de los flujos de datos procedentes de múltiples sitios a la ubicación de una importante empresa. Los encaminadores de distribución son a menudo responsables de la aplicación de la calidad del servicio a través de una WAN, por lo que deben tener una memoria considerable, múltiples interfaces WAN, y transformación sustancial de inteligencia.
También pueden proporcionar conectividad a los grupos de servidores o redes externas. En la última solicitud, el sistema de funcionamiento del encaminador debe ser cuidadoso como parte de la seguridad de la arquitectura global. Separado del encaminador puede estar un cortafuegos o VPN concentrador, o el encaminador puede incluir estas y otras funciones de seguridad. Cuando una empresa se basa principalmente en un campus, podría no haber una clara distribución de nivel, que no sea tal vez el acceso fuera del campus.
En tales casos, los encaminadores de acceso, conectados a una red de área local (LAN), se interconectan a través del enrutador de núcleo.

#### Núcleo
En las empresas, el enrutador de núcleo puede proporcionar una "columna vertebral" interconectando la distribución de los niveles de los encaminadores de múltiples edificios de un campus, o a las grandes empresas locales.Tienden a ser optimizados para ancho de banda alto.
Cuando una empresa está ampliamente distribuida sin ubicación central, la función del enrutador de núcleo puede ser asumido por el servicio de WAN al que se suscribe la empresa, y la distribución de encaminadores se convierte en el nivel más alto.

#### Borde
Los encaminadores de borde enlazan sistemas autónomos con las redes troncales de Internet u otros sistemas autónomos, tienen que estar preparados para manejar el protocolo BGP y si quieren recibir las rutas BGP, deben poseer una gran cantidad de memoria.

### Encaminadores inalámbricos
A pesar de que tradicionalmente los encaminadores solían tratar con redes fijas (Ethernet, ADSL, RDSI...), en los últimos tiempos han comenzado a aparecer encaminadores que permiten realizar una interfaz entre redes fijas y móviles (Wi-Fi, GPRS, Edge, UMTS, Fritz!Box, WiMAX...)
Un encaminador inalámbrico comparte el mismo principio que un encaminador tradicional. La diferencia es que este permite la conexión de dispositivos inalámbricos a las redes a las que el encaminador está conectado mediante conexiones por cable.
La diferencia existente entre este tipo de encaminadores viene dada por la potencia que alcanzan, las frecuencias y los protocolos en los que trabajan.
En Wi-Fi estas distintas diferencias se dan en las denominaciones como clase a/b/g/ y n.

### Equipos domésticos

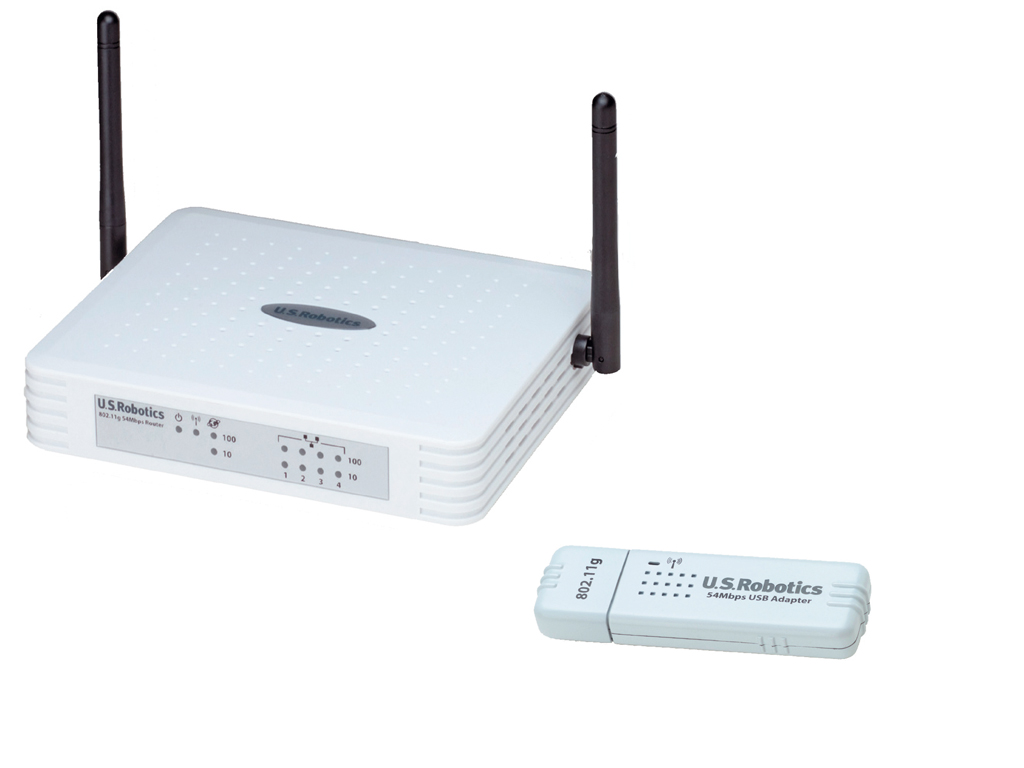
Router wifi

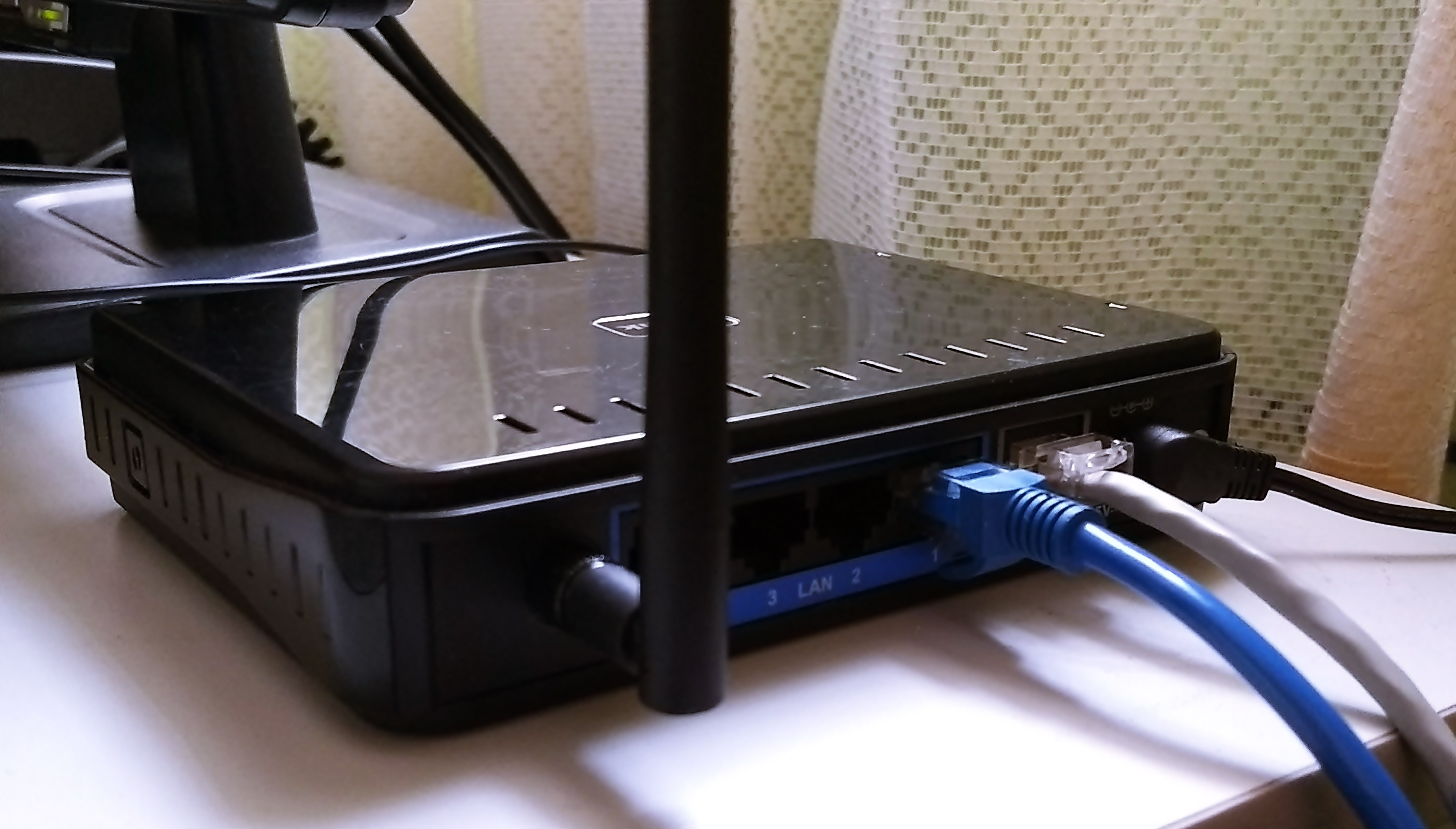
Enrutador con conexiones LAN

Los equipos que actualmente se le suelen vender al cliente como enrutadores no son simplemente eso, sino que son los llamados Equipos locales del cliente (CPE). Los CPE están formados por un módem, un enrutador, un conmutador y opcionalmente un punto de acceso WiFi.
Mediante este equipo se cubren las funcionalidades básicas requeridas en las 3 capas inferiores del modelo OSI.

## Los enrutadores en el modelo OSI

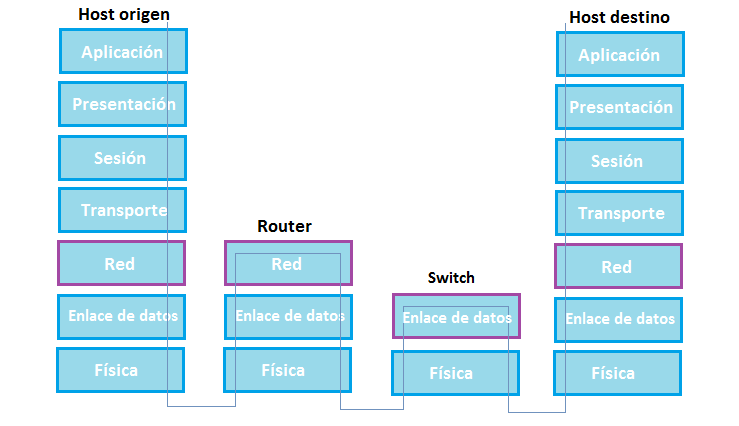
Enrutadores y conmutadores en el modelo OSI

En el modelo OSI se distinguen diferentes niveles o capas en los que las máquinas pueden trabajar y comunicarse para entenderse entre ellas. En el caso de los enrutadores encontramos dos tipos de interfaces:
- Interfaces encaminadas: son interfaces de nivel 3, accesibles por IP. Cada una se corresponde con una dirección subred distinta. En IOS se denominan "IP interface". Se distinguen a su vez dos subtipos:

- Interfaces físicas: aquellas accesibles directamente por IP.
- Interfaces virtuales: aquellas que se corresponden con una VLAN o un CV. Si dicha interfaz se corresponde con una única VLAN se denomina Switch Virtual Interfaz (SVI), mientras que si se corresponde con un enlace trunk o con un CV, actúan como subinterfaces.

- Interfaces conmutadas: se trata de interfaces de nivel 2 accesibles solo por el módulo de conmutamiento. En IOS reciben el nombre de puertos de conmutador. Las hay de dos tipos:

- Puertos de acceso: soportan únicamente tráfico de una VLAN.
- Puertos trunk: soportan tráfico de varias VLANs distintas.

Estas posibilidades de configuración están únicamente disponibles en los equipos modulares, ya que en los de configuración fija, los puertos de un enrutador actúan siempre como interfaces encaminadas, mientras que los puertos de un conmutador como interfaces conmutadas. Además, la única posible ambigüedad en los equipos configurables se da en los módulos de conmutamiento, donde los puertos pueden actuar de las dos maneras, dependiendo de los intereses del usuario.

### Conmutadores frente a enrutadores
Un conmutador, al igual que un encaminador, es también un dispositivo de conmutación de paquetes de almacenamiento y reenvío. La diferencia fundamental es que el conmutador opera en la capa 2 (capa de enlace) del modelo OSI, por lo que para enviar un paquete se basa en una dirección MAC, al contrario de un encaminador que emplea la dirección IP.